# Конрад Лудвиг (Золмс-Браунфелс)
Конрад Лудвиг фон Золмс-Браунфелс (на немски: Konrad Ludwig von Solms-Braunfels; * 15 декември 1595; † 10 ноември 1635, Браунфелс) от Дом Золмс, е граф на Золмс-Браунфелс в Браунфелс.

## Биография
Той е вторият син на граф Йохан Албрехт I фон Золмс-Браунфелс (1563 – 1623) и първата му съпруга графиня Агнес фон Сайн-Витгенщайн (1569 – 1617), дъщеря на граф Лудвиг I фон Сайн-Витгенщайн (1532 – 1605) и втората му съпруга Елизабет фон Золмс-Лаубах (1549 – 1599). Баща му Йохан Албрехт I се жени втори път на 8 февруари 1619 г. в Зимерн за графиня Юлиана фон Насау-Диленбург (1565 – 1630). Брат е на Йохан Албрехт II (1599 – 1647).
Конрад Лудвиг и фамилията му поддържат курфюрста и „зимния крал“ Фридрих V фон Пфалц и трябва да избягат в Утрехт. Те се връщат в Браунфелс след края на Тридесетгодишната война.
Конрад Лудвиг умира на 10 ноември 1635 г. на 39 години в Браунфелс.

## Фамилия
Конрад Лудвиг се жени през 1623 г. за Анна Сибила фрайин фон Винебург-Байлщайн (* ок. 1607; † 21 юли 1635, Браунфелс), дъщеря на фрайхер Вилхелм фон Винебург-Байлщайн (1571 – 1636) и Анна Сибила фон Изенбург-Бюдинген (1578 – 1618). Бракът е бездетен.